# Peking-Dialekt
Als Peking-Dialekt (chinesisch 北京話 / 北京话, Pinyin Běijīnghuà, auch 北京方言,  Běijīng Fāngyán) oder Pekinger Mandarin (北京官話 / 北京官话,  Běijīng Guānhuà) wird die in und um Peking gesprochene regionale Variante der chinesischen Sprache bezeichnet. 
Auf dem Peking-Dialekt basiert das standardisierte Hochchinesisch (siehe Mandarin), welches in der Volksrepublik China, der Republik China (Taiwan) und Singapur Amtssprache ist und dort von über 880 Millionen Menschen gesprochen wird. Jedoch sind Peking-Dialekt und Hochchinesisch nicht identisch. Einige sprachliche Merkmale erlauben es Muttersprachlern, einen Pekinger von einem Nichtpekinger anhand seiner Aussprache bzw. Wortwahl zu unterscheiden.

## Verbreitung
Der Begriff Peking-Dialekt bezeichnet linguistisch im engeren Sinn den Dialekt, der in Peking und der unmittelbaren Umgebung gesprochen wird. Dagegen bezieht die von Sprachwissenschaftlern bevorzugt verwendete Bezeichnung Pekinger Mandarin auch andere ähnliche Dialekte in Nordchina mit ein.
Der Dialekt der etwa 300 km nördlich von Peking gelegenen Stadt Chengde ist sprachwissenschaftlich gesehen dem Peking-Dialekt so nah, dass er als eine Variante des Pekinger Mandarin beschrieben werden kann. Weitere Dialekte, die als Teil des Pekinger Mandarin gesehen werden können, sind die Dialekte aus Hailar in der Inneren Mongolei und Karamay in Xinjiang. Auch in der Stadt Shenzhen und der Provinz Guangdong wird Pekinger Mandarin immer mehr zur Verkehrssprache. Der Grund ist, dass immer mehr Han-Chinesen dorthin immigrieren und sich als gemeinsame Sprache das Pekinger Mandarin etabliert hat, da die Dialektvielfalt sonst zu groß wäre.

## Phonologie
Phonologisch gesehen sind Mandarin und das Pekinger Mandarin fast identisch. Die Phonologie des Mandarin kann auf der Seite Hochchinesisch eingesehen werden.
Allerdings gibt es einige markante Unterschiede. Der auffälligste Unterschied ist wahrscheinlich die weite Verbreitung von rhotischen Vokalen. Alle rhotischen Vokale sind das Resultat des Anhängen von ér /-ɹ/ -兒 / -儿, einer Endung (diminutives Suffix) an Nomen, ausgenommen sind nur ein paar Wörter, die /ɑɹ/ ausgesprochen werden. Diese Sprachgewohnheit ist auch im Mandarin zu beobachten, aber bei Weitem nicht so oft wie im Pekinger Mandarin. Diese Ausprägung ist auch unter dem Begriff Érhuà (兒化 / 儿化) bzw. „r-Suffix“ bekannt.
Außerdem werden im Pekinger Mandarin manche Silben „verschluckt“, was aber als sehr umgangssprachlich gilt und daher im Mandarin nicht gängig ist. Dieses Phänomen der Lenisierung kann bei folgenden Beispielen beobachtet werden:
- aus den Lauten zh ch sh /tʂ tʂʰ ʂ/ kann r /ɻ/ werden, so wird 不知道,  bùzhīdào zu bùrīdào (ich weiß nicht)
- aus den Lauten j q x /tɕ tɕʰ ɕ/ kann y /j/ werden, also wird 赶紧去,  gǎnjǐnqù zu gǎnyǐnqù (schnell gehen)

Der Tabelle können noch weitere Besonderheiten entnommen werden: 
| Pinyin | Mandarin | Pekinger Mandarin |
| ------ | -------- | ----------------- |
| an     | [an]     | [æɨ̃]              |
| ian    | [iɛn]    | [iɛɨ̃]             |
| en     | [ən]     | [əɨ̃]              |
| in     | [in]     | [iəɨ̃]             |
| ün     | [yn]     | [yɨ̃]              |
| ang    | [ɑŋ]     | [ɑɯ̃]              |
| eng    | [ɤŋ]     | [ɤɯ̃]              |
| ing    | [iŋ]     | [iɤɯ̃]             |
| ong    | [ʊŋ]     | [ʊɯ̃]              |

Im Pekinger Mandarin tendiert man dazu, die Töne ausgeprägter auszusprechen als im Mandarin. Im Mandarin gibt es folgende vier Töne: hoher Ton, steigender Ton, niedrig-fallend(-steigender) Ton und der fallende Ton. Im Pekinger Mandarin werden die ersten beiden Töne etwas höher ausgesprochen, der dritte wird stärker betont, und der vierte sinkt tiefer.

## Lexikon (Vokabular)
Einige Unterschiede zwischen dem Peking-Dialekt und dem Hochchinesischen finden sich auch im Bereich des Lexikons (Vokabular), nicht zuletzt im Bereich des Grundwortschatzes. So heißt „heute“ im Hochchinesischen 今天,  jīntiān, im Peking-Dialekt aber 今兒 / 今儿,  jīn'r.